# Samfundets Støtter
Samfundets Støtter er en britisk stumfilm fra 1920 af George Ridgwell.

## Medvirkende
- Malvina Longfellow som Joan Danvers
- Norman McKinnel som James Danvers
- Alec Fraser som Ross
- John Reid som Jimmie Danvers
- Molly Adair som Gladys Danvers
- Frances Ivor som Mrs. Danvers
- Bobby Andrews som Harry Riggs
- Alec Wynn-Thomas som Sims